# India Arie
India Arie (đôi khi được viết là India.Arie, tên khai sinh India Arie Simpson, sinh ngày 3 tháng 10 năm 1975) là một ca sĩ tự sáng tác nhạc, diễn viên, nhạc sĩ, và nhà sản xuất nhạc. Nhạc của cô đã được bán trên 3,3 đĩa tại Hoa Kỳ và 10 triệu trên toàn thế giới. Cô cũng đã đạt được 4 giải Grammy từ 21 lần được đề cử, bao gồm Giải Grammy cho Album R&B xuất sắc nhất.

## Sự nghiệp âm nhạc

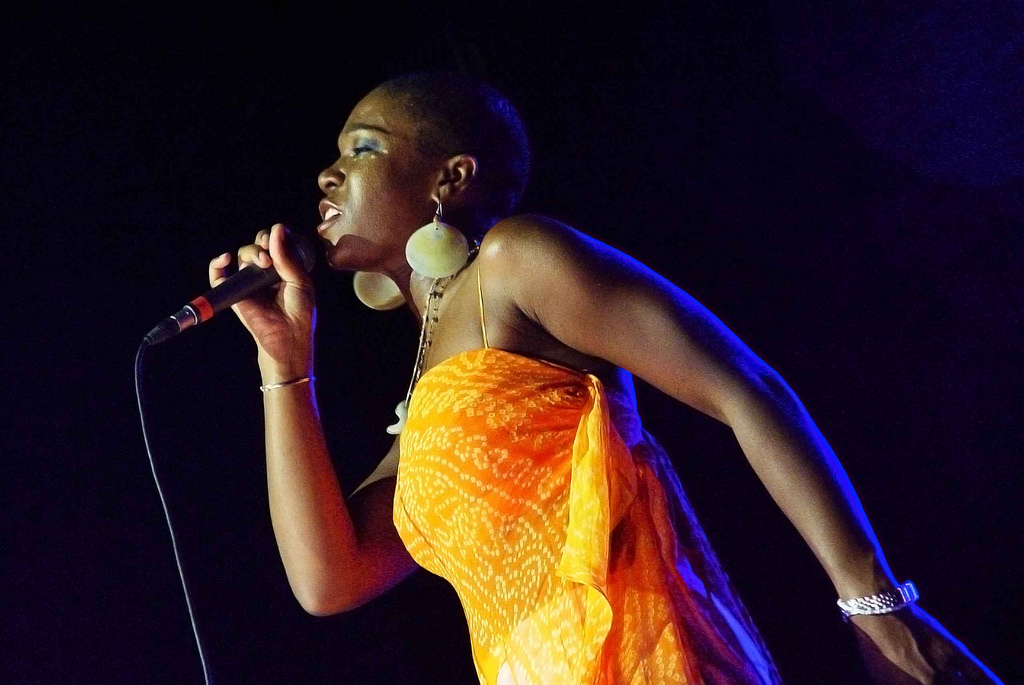
India.Arie 2004

India.Arie cho là mình chịu ảnh hưởng âm nhạc đặc biệt của Stevie Wonder, người mà cô hát bài Wonderful để tặng ông trong cuốn Album đầu tay của mình. Ngoài ra, cô cũng chịu ảnh hưởng nhiều bởi các nghệ sĩ như Donny Hathaway, Bonnie Raitt, Oleta Adams, Stevie Ray Vaughan, James Taylor và George Benson.